# Trio 64
Trio 64 è un album in studio del musicista statunitense Bill Evans, pubblicato nel 1964 a nome The Bill Evans Trio.

## Tracce
1. Little Lulu (Buddy Kaye, Sidney Lippman, Fred Wise) – 3:52
2. A Sleepin' Bee (Harold Arlen, Truman Capote) – 5:30
3. Always (Irving Berlin) – 4:03
4. Santa Claus Is Coming to Town (J. Fred Coots, Haven Gillespie) – 4:25
5. I'll See You Again (Noël Coward) – 3:57
6. For Heaven's Sake (Elise Bretton, Sherman Edwards, Donald Meyer) – 4:26
7. Dancing in the Dark (Howard Dietz, Arthur Schwartz) – 4:36
8. Everything Happens to Me (Tom Adair, Matt Dennis) – 4:51

## Formazione
- Bill Evans - piano
- Gary Peacock - contrabbasso
- Paul Motian - batteria